# Хоккейный Евротур 2011/2012
16-й по счёту Хоккейный Евротур прошёл в 2011—2012 годах.
В турнире участвовали 4 сборные: Россия, Финляндия, Чехия и Швеция. Каждая из стран-участниц провела у себя дома по одному турниру, в каждом из которых один матч обязательно проводился не в стране-хозяйке турнира. Победителем турнира стала сборная Чехии.

## Турниры

### Кубок Карьяла
Игры на кубок Карьяла прошли с 10 по 13 ноября 2011 года. Турнир проводился в Финляндии. Выставочный матч Швеция — Чехия был сыгран в Швеции. Победителем турнира стала сборная России.

### Кубок Первого канала
Игры на кубок Первого канала в этом сезоне прошли с 15 по 18 декабря 2011 года. Турнир проводился в России, а матч Чехия — Швеция был сыгран в Чехии. Победителем турнира стала сборная Швеции.

### Хоккейные игры Oddset
Хоккейные игры Oddset в этом сезоне прошли с 9 по 12 февраля 2012 года. Турнир проводился в Швеции, а матч Финляндия — Россия был сыгран в Финляндии. Победителем турнира стала сборная Швеции.

### Хоккейные игры Kajotbet
Хоккейные игры Kajotbet в этом сезоне прошли с 26 по 29 апреля 2012 года. Турнир проводился в Чехии, а матч Россия — Финляндия был сыгран в России. Победителем турнира стала Сборная Финляндии.

## Общая таблица
| # | Сборная   | И  | В | ВО | ПО | П | Ш     | Очки |
| - | --------- | -- | - | -- | -- | - | ----- | ---- |
| 1 | Чехия     | 12 | 5 | 2  | 1  | 4 | 31—29 | 20   |
| 2 | Финляндия | 12 | 5 | 1  | 1  | 5 | 30—25 | 18   |
| 3 | Россия    | 12 | 5 | 1  | 1  | 5 | 24—25 | 18   |
| 4 | Швеция    | 12 | 5 | 0  | 1  | 6 | 30—36 | 16   |

## Победитель Еврохоккейтура 2011/2012
| Победитель Еврохоккейтура 2011/2012 |
| ----------------------------------- |
| Чехия второй титул                  |